# Melithaea thomsoni
Melithaea thomsoni is een zachte koraalsoort uit de familie Melithaeidae. De koraalsoort komt uit het geslacht Melithaea. Melithaea thomsoni werd in 1916 voor het eerst wetenschappelijk beschreven door Broch. 